# Хиндустанският факир и джуджето Котта
„Хиндустанският факир и джуджето Котта“ (на английски: Hindoostan Fakir and Cotta Dwarf) е американски късометражен ням филм от 1895 година, заснет от режисьора Уилям Хейс в лабораториите на Томас Едисън в Ню Джърси.